# Dock Sud
Dock Sud é uma localidade do Partido de Avellaneda na Província de Buenos Aires, na Argentina. Sua população estimada em 2001 era de 35.897 habitantes.

## Esportes
A cidade abriga o Club Sportivo Dock Sud equipe que participa da Primeira B metropolitana, terceira divisão do campeonato argentino. Joga suas partidas no estádio de los imigrantes 